# Pedro Rocha
Pedro Rocha (sinh ngày 3 tháng 12 năm 1942) là một cầu thủ bóng đá người Uruguay.

## Đội tuyển bóng đá quốc gia Uruguay
Pedro Rocha thi đấu cho đội tuyển bóng đá quốc gia Uruguay từ năm 1961 – 1974.

## Thống kê sự nghiệp
| Đội tuyển bóng đá Brasil | Đội tuyển bóng đá Brasil | Đội tuyển bóng đá Brasil |
| Năm                      | Trận                     | Bàn                      |
| ------------------------ | ------------------------ | ------------------------ |
| 1961                     | 1                        | 0                        |
| 1962                     | 6                        | 0                        |
| 1963                     | 2                        | 0                        |
| 1964                     | 0                        | 0                        |
| 1965                     | 9                        | 5                        |
| 1966                     | 7                        | 1                        |
| 1967                     | 10                       | 8                        |
| 1968                     | 8                        | 1                        |
| 1969                     | 5                        | 1                        |
| 1970                     | 3                        | 1                        |
| 1971                     | 0                        | 0                        |
| 1972                     | 0                        | 0                        |
| 1973                     | 0                        | 0                        |
| 1974                     | 3                        | 0                        |
| Tổng cộng                | 54                       | 17                       |